# 窄帶矛吻海龍
窄帶矛吻海龍（学名：Doryrhamphus bicarinatus），为輻鰭魚綱棘背魚目海龍魚科的其中一種，分布於西印度洋區，包括南非、莫三比克、馬爾地夫等海域，棲息深度6-50公尺，體長可達8公分，棲息在礁石區，卵胎生。

## 外部連結
- 窄帶矛吻海龍的圖片 （页面存档备份，存于）